# Liste der Kulturdenkmale in Altmörbitz
In der Liste der Kulturdenkmale in Altmörbitz sind die Kulturdenkmale des Frohburger Ortsteils Altmörbitz verzeichnet, die bis Mai 2024 vom Landesamt für Denkmalpflege Sachsen erfasst wurden (ohne archäologische Kulturdenkmale). Die Anmerkungen sind zu beachten.
Diese Aufzählung ist eine Teilmenge der Liste der Kulturdenkmale in Frohburg.

## Altmörbitz
| Bild                                    | Bezeichnung | Lage                                | Datierung | Beschreibung | ID       |
| --------------------------------------- | --- | ----------------------------------- | --- | --- | -------- |
| Direkt Bild zu diesem Denkmal hochladen | Scheune und zwei Seitengebäude (eines mit Oberlaube) eines Vierseithofes                                                                | Altmörbitzer Hauptstraße 4 (Karte)  | Bezeichnet mit 1740 | Das Stallgebäude mit Fachwerk-Obergeschoss besitzt eine seltene Oberlaube und ist bau- und ortsgeschichtlich von Bedeutung. Das Wohnhaus wurde verändert, bezeichnet ist es in der Außenmauer mit „MB Anno 1740“ an einem eingemauertern Schlussstein. | 08971435 |
| Direkt Bild zu diesem Denkmal hochladen | Wohnhaus | Altmörbitzer Hauptstraße 9 (Karte)  | Um 1830 | Das Gebäude mit Fachwerk-Obergeschoss und Porphyrtuffgewänden an Fenstern und Tür ist baugeschichtlich von Bedeutung und besitzt ein Krüppelwalmdach mit weit vorstehender Traufe. | 09258748 |
| Direkt Bild zu diesem Denkmal hochladen | Wohnhaus (Umgebinde) und zwei aneinandergebaute Seitengebäude eines Bauernhofes                                                         | Altmörbitzer Hauptstraße 17 (Karte) | 18. Jahrhundert | Ein für die Region typisches, aber nur noch selten anzutreffendes Umgebindehaus mit Fachwerk-Obergeschoss, zwei Fachwerk-Seitengebäude, bau- und ortsgeschichtlich von Bedeutung. Das Gebäude wurde denkmalgerecht erneuert, auch die Handschwengelpumpe wurde erneuert. | 08971374 |
| Direkt Bild zu diesem Denkmal hochladen | Wohnhaus und Seitengebäude (mit Oberlaube) eines Bauernhofes                                                                            | Altmörbitzer Hauptstraße 18 (Karte) | Bezeichnet mit 1827 | Das Wohnhaus mit strebenreichem Fachwerk-Obergeschoss und das Fachwerk-Stallgebäude mit Durchfahrt und seltener Obergeschosslaube sind bau- und ortsgeschichtlich von Bedeutung. Am Torhaus befindet sich außen die Bezeichnung „P.R. 1827“, der rückwärtige Eingang mit Porphyrtuff-Kugeln auf Pfosten. | 08971440 |
| Direkt Bild zu diesem Denkmal hochladen | Wohnhaus | Altmörbitzer Hauptstraße 19 (Karte) | Um 1885 | Der gründerzeitliche Wohnbau mit gelber Klinkerverblendung und reicher Fassadengliederung ist ein Zeugnis für die Aufnahme städtischer Bauformen im ländlichen Bereich und baugeschichtlich von Bedeutung. Es ein zweigeschossiger, giebelständiger Bau, die Klinkerfassade in historistischen Formen mit Klinker- und Kunststeingliederungen. | 08971430 |
| Direkt Bild zu diesem Denkmal hochladen | Wohnstallhaus, Torhaus und Seitengebäude eines Vierseithofes                                                                            | Altmörbitzer Hauptstraße 25 (Karte) | Bezeichnet mit 1808 (Wohnstallhaus); bezeichnet mit 1809 (Torhaus)                                                                                   | Alle Gebäude mit Fachwerk-Obergeschoss, eine geschlossen erhaltene große Hofanlage, bau- und heimatgeschichtlich von Bedeutung. Das Wohnstallhaus ist am Giebel verändert, im Rähm des Wohnstallhauses befindet sich eine erneuerte gemalte Inschrift „Anno 1807 Den November legte Gott mein Haus und Hof in Staub und auch wieder durch Gott und gute Leuten erbaute ich solches wieder ferner Gott der Vater unß bewahrn für Sturm Einschlag und Feuersgefahr. F. Kirsche BHF6 Kohler d M 1808“. Die Scheune stammt aus der Zeit um 1930, im Torhaus sind die Schößchenfenster erhalten. | 08971431 |
| Direkt Bild zu diesem Denkmal hochladen | Wohnstallhaus und Scheune eines Vierseithofes                                                                                           | Altmörbitzer Hauptstraße 27 (Karte) | Bezeichnet mit 1798 | Das Wohnstallhaus mit strebenreichem Fachwerk-Obergeschoss, Fachwerk-Scheune ist bau- und ortsgeschichtlich von Bedeutung. Das Gebäude wurde saniert, die Giebel sind verputzt. | 08971432 |
| Direkt Bild zu diesem Denkmal hochladen | Schmiede mit Anbau (ehemals Gasthaus Zur Schmiede)                                                                                      | Altmörbitzer Hauptstraße 31 (Karte) | Um 1800 | Die Dorfschmiede mit offenem Fachwerk-Vorbau, später als Gasthaus genutzt, ist ortsgeschichtlich von Bedeutung. Alle übrigen Gebäudeteile sind verputzt, die Schmiede ist noch im Betrieb. | 08971436 |
| Direkt Bild zu diesem Denkmal hochladen | Wohnhaus eines Bauernhofes | Altmörbitzer Hauptstraße 33 (Karte) | 1740, laut Inschrift | Das Gebäude mit strebenreichem Fachwerk-Obergeschoss ist zusammen mit den Nachbarhöfen Nummer 25 und Nummer 27 ein prägendes Ensemble am Dorfteich, bau- und ortsgeschichtlich von Bedeutung. Die Giebel sind verputzt, das Erdgeschoss wurde verändert. | 08971433 |
| Direkt Bild zu diesem Denkmal hochladen | Häuslerhaus (ohne Erweiterungsbau) | Altmörbitzer Hauptstraße 35 (Karte) | Um 1820 | Das Gebäude mit Fachwerk-Obergeschoss und verbrettertem Giebel ist straßenbildprägend und baugeschichtlich von Bedeutung. Das Haus besitzt einen hohen schmalen Baukörper mit weit vorstehender Traufe. | 08971447 |
| Direkt Bild zu diesem Denkmal hochladen | Wohnhaus, daran angebautes Torhaus, nördliches Seitengebäude, Torbogen und Hofpflasterung eines ehemaligen Vierseithofes, einst Gasthof | Altmörbitzer Hauptstraße 59 (Karte) | Bezeichnet mit 1811 | Ein ehemals großer Vierseithof mit stattlichem Wohnhaus, ein schlichter Putzbau mit hohem Krüppelwalmdach und repräsentativem Segmentbogenportal. Die Hofanlage liegt außerhalb des Ortes an der Landstraße und ist bau- und ortsgeschichtlich von Bedeutung. Das Wohnhaus mit Krüppelwalmdach und Porphyrtuffgewänden hat einen repräsentativen Eingang aus Porphyrtuff, und ist bezeichnet mit „TW (?) 1811“. Die Scheune und das südliche straßenseitiges Stallgebäude (um 1811) waren sehr desolat und wurden vor 2014 abgebrochen.                                                     | 08971450 |
| Direkt Bild zu diesem Denkmal hochladen | Kirche mit Ausstattung, Kirchhof mit Einfriedungsmauer, Kirchhofspforte und vier Grabmalen                                              | Kirchberg (Karte)                   | 16. Jahrhundert (Kirche); bezeichnet mit 1578 (Taufe); Ende 16. Jahrhundert (Kanzel); 18. Jahrhundert (Lesepult); wohl 18. Jahrhundert (Chorgestühl) | Eine schlichte gotische Saalkirche mit polygonalem Chorschluss und hohem Dachreiter, dazu ein klassizistisches Grabmal (Vase auf Sockel) auf dem Kirchhof sowie drei barocke Grabsteine aus Sandstein an der Ostmauer der Kirche. Die Kirche ist baugeschichtlich, ortsgeschichtlich und ortsbildprägend von Bedeutung. Die Grabsteine sind datiert auf 1694, 1734 und 1704. | 08971443 |
| Direkt Bild zu diesem Denkmal hochladen | Wohnstallhaus (Umgebinde) und zwei Seitengebäude eines Vierseithofes                                                                    | Kirchberg 1 (Karte)                 | Bezeichnet mit 1810 | Ein regionaltypisches, seltenes Umgebindehaus mit verschiefertem Giebel, beide Seitengebäude mit Fachwerk-Obergeschoss, das südliche Seitengebäude mit vier bemerkenswerten Segmentbogenportalen und Schlusssteinen mit symbolischen Reliefs, bau- und ortsgeschichtlich von Bedeutung. Die Stalltüren mit Porphyrtuffgewänden, einem korbbogigen Abschluss, in den Schlusssteinen ein springendes Pferd, Bienenstock, Pflug sowie Datierung „S 1810“. | 08971438 |
| Direkt Bild zu diesem Denkmal hochladen | Wohnhaus, zwei Seitengebäude (eines davon mit Oberlaube), Scheune und Toranlage (Torbogen und Pforte) eines Vierseithofes               | Kirchberg 2 (Karte)                 | Bezeichnet mit 1796 (Toreinfahrt); bezeichnet mit 1829 (Seitengebäude)                                                                               | Die geschlossen erhaltene Hofanlage in Fachwerkbauweise, das westliche Seitengebäude mit seltenem Oberlaubengang, das östliche Seitengebäude mit drei Segmentbogenportalen dazu eine Fachwerk-Scheune ist bau- und ortsgeschichtlich von Bedeutung. Der Stall ist im Schlussstein mit 1829 bezeichnet, das Wohnhaus wurde stärker verändert, über einer kleinen Pforte bezeichnet mit „M.St. 1796“, dazu ein Torbogen mit Sonnentoren. | 08971437 |
| Direkt Bild zu diesem Denkmal hochladen | Wohnhaus eines Bauernhofes | Kirchberg 9 (Karte)                 | Bezeichnet mit 1792, später überformt | Das große massive Wohnhaus ist ein langgestreckter Putzbau mit Porphyrtuffgliederungen und originaler Tür aus der Zeit um 1820. Der größte Bauernhof des Dorfes ist bau- und ortsgeschichtlich von Bedeutung und ist im Schlussstein mit „C.M.1792“ bezeichnet (ist aber jünger). | 08971439 |
| Direkt Bild zu diesem Denkmal hochladen | Ehemalige Schule | Kirchberg 15 (Karte)                | Bezeichnet mit 1829 | Der zweigeschossige Putzbau mit Porphyrtuffgliederungen ist Teil der historischen Bebauung des Kirchberges und ortsgeschichtlich von Bedeutung. Er ist mit einer Tafel aus Porphyrtuff in der Fassade mit 1829 bezeichnet. | 08971441 |
| Direkt Bild zu diesem Denkmal hochladen | Pfarrhof mit Pfarrhaus, Seitengebäude und Scheune                                                                                       | Kirchberg 17 (Karte)                | Bezeichnet mit 1824 | Das Pfarrhaus ist ein schlichter Putzbau, der Eingang mit gerader Verdachung, die Seitengebäude mit Fachwerk-Obergeschoss, dazu eine Fachwerk-Scheune sind Teil der historischen Bebauung des Kirchberges, bau- und ortsgeschichtlich von Bedeutung. Ein Putzbau mit überstrichenen Porphyrtuffgewänden, der Eingang mit Verdachung und Konsolen ist bezeichnet mit „1824“ im Sturz. | 08971442 |
| Weitere Bilder                          | Kurfürstlich-Sächsischer Wegestein | Rüdigsdorfer Straße (Karte)         | Bezeichnet mit 1740 (Kopie von 1977) | Porphyrtuff-Pfeiler mit vergoldetem kurfürstlichen Wappen, verkehrsgeschichtlich von Bedeutung. Kopie einer Wegesäule aus Porphyr von 1740 mit quadratischem Grundriss und flacher pyramidaler Spitze, kursächsischem Wappen und Inschriften. Die Säule ist mit der Jahreszahl 1740 bezeichnet. Der Wegestein ist als Zeugnis der verkehrstechnischen Erschließung des ländlichen Raumes von verkehrsgeschichtlicher Bedeutung. | 08971434 |
| Direkt Bild zu diesem Denkmal hochladen | Wohnhaus und daran angebautes Seitengebäude                                                                                             | Rüdigsdorfer Straße 1 (Karte)       | Bezeichnet mit 1824 | Das Wohnhaus ist ein schlichter Putzbau mit Segmentbogenportal und datiertem Schlussstein, die Seitengebäude mit Fachwerk-Obergeschoss, die Gebäude befinden sich in dorfbildprägender Ecksituationund und sind baugeschichtlich von Bedeutung. | 08971445 |
| Direkt Bild zu diesem Denkmal hochladen | Wohnhaus, Seitengebäude sowie Hofmauer mit Toranlage (Torbogen und Pforte) einer ehemaligen Schäferei                                   | Rüdigsdorfer Straße 3 (Karte)       | Bezeichnet mit 1749 | Ein stattliches Wohnhaus mit Fachwerk-Obergeschoss, Segmentbogenportal und Porphyrtuffgewänden, dazu ein massives Bruchstein-Speichergebäude mit schönem Torbogen, orts- und baugeschichtlich von Bedeutung. Das Gebäude hat ein Krüppelwalmdach und ist im Schlussstein des korbbogigen Eingangs datiert. | 08971444 |
| Direkt Bild zu diesem Denkmal hochladen | Scheune eines Bauernhofes | Rüdigsdorfer Straße 4 (Karte)       | Um 1830 | Die Fachwerkscheune deren Giebel prägend zur Hauptstraße stehen ist baugeschichtlich von Bedeutung. | 08971448 |
| Direkt Bild zu diesem Denkmal hochladen | Wohnhaus (Umgebinde) | Rüdigsdorfer Straße 14 (Karte)      | Um 1820 | Ein seltenes Umgebinde in Art eines Doppelstubenhauses im Erdgeschoss, das Fachwerk-Obergeschoss mit V-Streben, baugeschichtlich von Bedeutung. Eines von drei erhaltenen Umgebindehäusern im Ort. | 08971446 |
| Direkt Bild zu diesem Denkmal hochladen | Scheune und zwei Seitengebäude eines Vierseithofes                                                                                      | Zum Stausee 2 (Karte)               | Um 1840 | Die Fachwerkscheune sowie die zwei Stallgebäude mit strebenreichem Fachwerk-Obergeschoss sind bau- und ortsgeschichtlich von Bedeutung. | 08971449 |

## Tabellenlegende
- Bild: Bild des Kulturdenkmals, ggf. zusätzlich mit einem Link zu weiteren Fotos des Kulturdenkmals im Medienarchiv Wikimedia Commons. Wenn man auf das Kamerasymbol klickt, können Fotos zu Kulturdenkmalen aus dieser Liste hochgeladen werden:
- Bezeichnung: Denkmalgeschützte Objekte und ggf. Bauwerksname des Kulturdenkmals
- Lage: Straßenname und Hausnummer oder Flurstücknummer des Kulturdenkmals. Die Grundsortierung der Liste erfolgt nach dieser Adresse. Der Link (Karte) führt zu verschiedenen Kartendiensten mit der Position des Kulturdenkmals. Fehlt dieser Link, wurden die Koordinaten noch nicht eingetragen. Sind diese bekannt, können sie über ein Tool mit einer Kartenansicht einfach nachgetragen werden. In dieser Kartenansicht sind Kulturdenkmale ohne Koordinaten mit einem roten bzw. orangen Marker dargestellt und können durch Verschieben auf die richtige Position in der Karte mit Koordinaten versehen werden. Kulturdenkmale ohne Bild sind an einem blauen bzw. roten Marker erkennbar.
- Datierung: Baubeginn, Fertigstellung, Datum der Erstnennung oder grobe zeitliche Einordnung entsprechend des Eintrags in der sächsischen Denkmaldatenbank
- Beschreibung: Kurzcharakteristik des Kulturdenkmals entsprechend des Eintrags in der sächsischen Denkmaldatenbank, ggf. ergänzt durch die dort nur selten veröffentlichten Erfassungstexte oder zusätzliche Informationen
- ID: Vom Landesamt für Denkmalpflege Sachsen vergebene, das Kulturdenkmal eindeutig identifizierende Objekt-Nummer. Der Link führt zum PDF-Denkmaldokument des Landesamtes für Denkmalpflege Sachsen. Bei ehemaligen Kulturdenkmalen können die Objektnummern unbekannt sein und deshalb fehlen bzw. die Links von aus der Datenbank entfernten Objektnummern ins Leere führen. Ein ggf. vorhandenes Icon  führt zu den Angaben des Kulturdenkmals bei Wikidata.